# Lick My Decals Off, Baby
Lick My Decals Off, Baby è il quarto album di Captain Beefheart. Venne pubblicato nel 1970 dalla Straight, l'etichetta di Frank Zappa. Raggiungendo il ventesimo posto nelle classifiche del Regno Unito, si tratta del disco più venduto nella carriera di Don Van Vliet.

## Il disco
Il disco contiene alcune delle canzoni più sperimentali nella carriera di Captain Beefheart, così come contiene alcune delle canzoni più accessibili.  Una sorta di videoclip promozionale venne registrato per la title track, ed un bizzarro spot che vedeva i componenti della band intenti ad utilizzare utensili da cucina venne mondato in onda nelle televisioni statunitensi.
Lick My Decals Off, Baby non venne ristampato su CD per anni; furono la Rhino Records e la Restless a distribuire una versione dell'album in formato digitale alla fine degli anni ottanta.

## Tracce
Lato A
1. Lick My Decals Off, Baby – 2:38
2. Doctor Dark – 2:46
3. I Love You, You Big Dummy – 2:54
4. Peon – 2:24
5. Bellerin' Plain – 3:35
6. Woe-Is-uh-Me-Bop – 2:06
7. Japan in a Dishpan – 3:00

Lato B
1. I Wanna Find a Woman That'll Hold My Big Toe Till I Have to Go – 1:53
2. Petrified Forest – 1:40
3. One Red Rose That I Mean – 1:52
4. The Buggy Boogie Woogie – 2:19
5. The Smithsonian Institute Blues (Or the Big Dig) – 2:11
6. Space-Age Couple – 2:32
7. The Clouds Are Full of Wine (Not Whiskey or Rye) – 2:50
8. Flash Gordon's Ape – 4:57

## Formazione
- Captain Beefheart - voce, armonica a bocca, sassofono
- Zoot Horn Rollo (Bill Harkleroad) - chitarra
- Rockette Morton (Mark Boston) - basso
- Drumbo (John French) - batteria, percussioni
- Ed Marimba (Art Tripp) - batteria, percussioni, marimba